# Celosia stuhlmanniana
Celosia stuhlmanniana är en amarantväxtart som beskrevs av Schinz. Celosia stuhlmanniana ingår i släktet celosior, och familjen amarantväxter. Inga underarter finns listade i Catalogue of Life.